# Chad Michaels
 (août 2023).
Chad Michaels est une drag queen américaine connue pour être sosie de la chanteuse Cher, ainsi que finaliste de la saison 4 de RuPaul's Drag Race et gagnante de la première saison de RuPaul's Drag Race All Stars.

## Biographie
Chad Michaels est né à Los Angeles mais a grandi à San Diego en Californie. Chad Michael sont, respectivement, son premier et second prénom. Il décide de rajouter un « s » à Michael pour créer son nom de drag queen. Son nom de famille n'est pas connu.

### Carrière
Au départ, Chad Michaels était connu sous le nom de « Brigitte Love » dans le milieu drag. Il décide de se produire sous son propre nom après avoir travaillé au club « An Evening at La Cage » à Las Vegas, où les drag queens devaient obligatoirement utiliser un nom de scène d'homme.
En 2010, Michaels concourt lors de la cérémonie du California Entertainer of the Year, et sort premier dauphin de la compétition, derrière Shangela Laquifa Wadley.
Michaels se produit avec la Dreamgirls Revue, le plus vieux spectacle californien d'imitation de femmes encore à l'affiche. La Dreamgirls Revue comprend d'anciens participants de RuPaul's Drag Race tel que Delta Work, Detox, Morgan McMichaels, Raja, Shannel, Sonique, et Venus D-Lite.
À la suite de sa défaite en finale de la saison 4 de RuPaul's Drag Race face à Sharon Needles, Chad Michaels décide de faire partie du casting, la même année, de RuPaul's All Stars Drag Race, un spin off de l'émission principale, qui réunit d'anciens participants à l'émission. Chad Michaels remporte le titre en finale face à son concurrent Raven.

## Filmographie

### Cinéma
- 2011 : Bamboo Shark : Cher

### Télévision

#### Émissions
- 2002 : Mad TV : Sosie de Cher dans un bar gay (saison 7, épisode 15)
- 2003 : E! True Hollywood Story: Cher : Lui-même
- 2011 : Top Gear : Imitateur de Cher
- 2012 : RuPaul's Drag U : Lui-même (en finale)
- 2012 : NewNowNext Awards : Lui-même
- 2012 : RuPaul's Drag Race : Lui-même (en finale)
- 2012 : RuPaul's Drag Race All Stars : Lui-même (gagnant)

#### Séries télévisées
- 2009 : Kath & Kim : Cher (épisode 16 : "Bachelorette")
- 2007 : Women's Murder Club : Glenn Whitney (épisode 9 : "To Drag and to Hold")
- 2015 : Jane The Virgin : Sosie de Cher
- 2015 : 2 Broke Girls : Chad